# Tunel Merdare
Tunel Merdare (v srbské cyrilici Тунел Мердаре) je železniční tunel na trati Doljevac–Kosovo Polje. Směřuje do Kosova u hraničního (administrativního) přechodu Merdare. Tunel neslouží k železniční dopravě a je opuštěný. Jednokolejný tunel má celkovou délku 1730 m. Podchází hranici mezi centrálním Srbskem a Kosovem. 
Tunel byl vybudován na přelomu 30. a 40. let 20. století, v souvislosti s výstavbou železniční trati z Niše do stanice Kosovo Polje nedaleko Prištiny. 
V závěru 90. let byl tunel v souvislosti s válkou v Kosovu bombardován spolu s dopravní infrastrukturou na území Svazové republiky Jugoslávie letectvem NATO. Při bombardování byl poškozen, a proto v něm musel být přerušen provoz. Nebyla provedena nikdy sanace škod a tak nebyl provoz v tunelu obnoven.
Tunel sloužil po přerušení dopravy především pro pašování zboží a zbraní a případně jako trasa pro ilegální migranty.